# Итальянское движение Сопротивления

Флаг движения

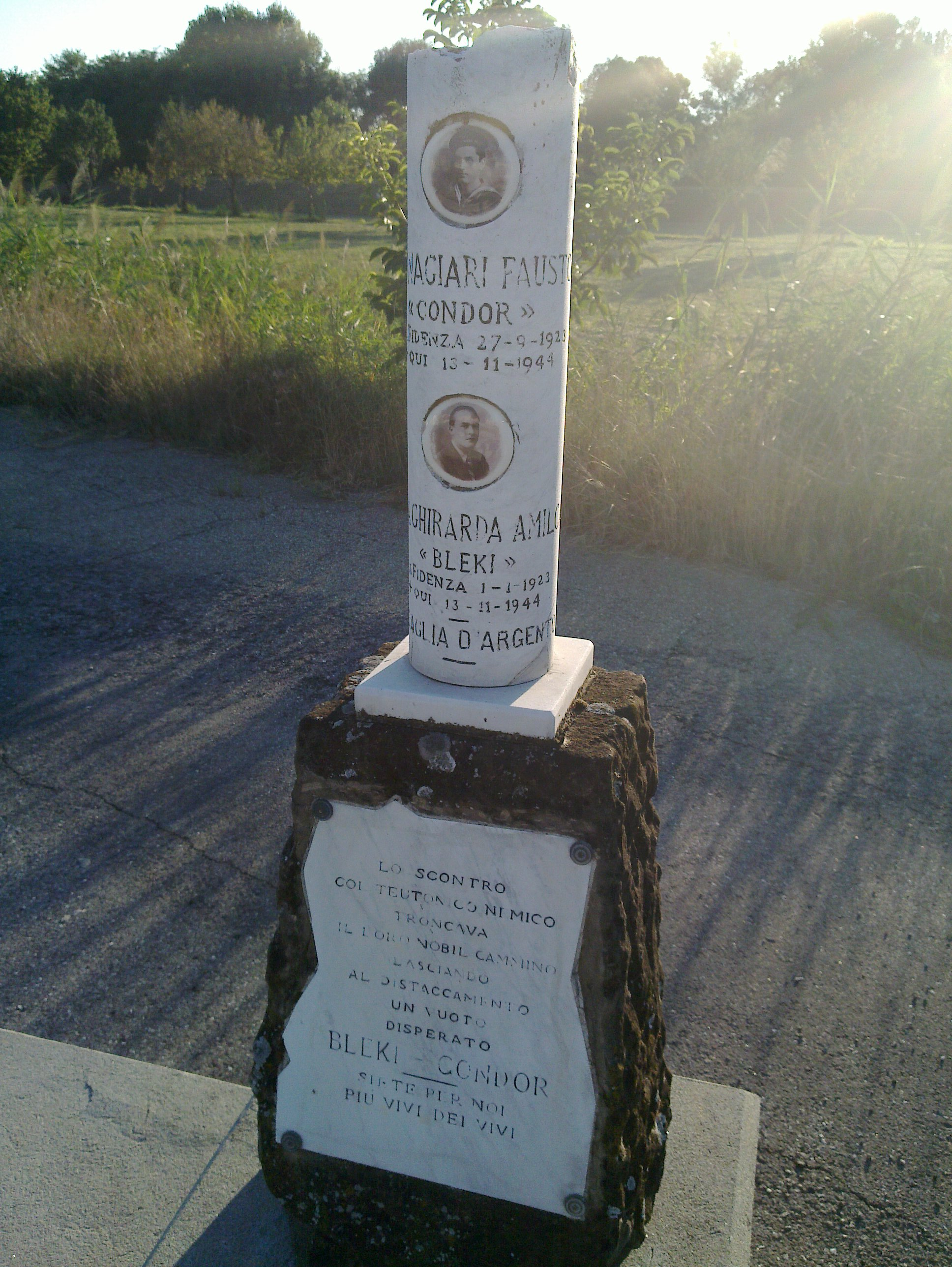
Мемориал в коммуне Соранья в честь расстрелянных в 1944 году партизан (2010).

Итальянское движение Сопротивления (итал. Resistenza italiana или просто «Resistenza») — вооружённое сопротивление оккупации Италии нацистской Германией в ходе Второй мировой войны, а также марионеточному режиму республики Сало.

## Истоки движения
На начальном этапе итальянское Движение Сопротивления формировалось на базе разрозненных групп, включая монархически настроенных бывших офицеров королевской армии, стихийных объединений представителей политических партий, запрещённых фашистским режимом. Позже движение взял под свой контроль Комитет национального освобождения (итал. Comitato di Liberazione Nazionale, CLN), созданный 9 сентября 1943 года представителями шести партий (Итальянская коммунистическая партия, Христианско-демократическая партия, Партия действия, Итальянская либеральная партия, Итальянская социалистическая партия и Демократическая партия труда). Комитет национального освобождения координировал свою деятельность с министрами короля Виктора Эммануила III и представителями стран антигитлеровской коалиции. Комитет освобождения Северной Италии был создан в тылу немецких войск и пользовался лояльностью большинства партизанских отрядов в регионе.
Основные силы Сопротивления были представлены тремя основными группами: «Гарибальдийские бригады» (коммунисты), «Справедливость и свобода» (связанная с Партией действия), и «Бригады Маттеотти» (социалисты). Помимо них, действовали небольшие отряды, ориентированные на католиков и монархистов, такие как «Зелёное пламя», Ди Дио, Маури, Франки (основанное Эдгардо Соньо), а также анархистские и аполитичные группировки. Отношения между различными группами Сопротивления не всегда были дружественными. Например, в 1945 году в провинции Удине, была стычка между отрядом из «Гарибальдийских бригад» и отрядом Партии действия из Озоппо, которая привела к человеческим жертвам.
Крупные контингенты движения Сопротивления действовали в горных районах Альп и Апеннин, были также партизанские части на равнинах, а также подполье в крупных городах Северной Италии. Например, в замке Монтекино в провинции Пьяченца располагались штабы партизанских Групп патриотического действия (итал. Gruppi di Azione Patriottica — GAP) и Эскадронов патриотического действия (итал. Squadre di Azione Patriottica — SAP), которые регулярно организовывали акты саботажа и партизанской войны, массовые забастовки и пропагандистские акции. В отличие от французского Сопротивления, в итальянском большую роль играли женщины — как в боевых отрядах, так и в подполье.
Важным направлением деятельности итальянского Сопротивления было содействие побегам и укрывательство беглых военнопленных армий антигитлеровской коалиции (по некоторым оценкам, число интернированных в Италии до 8 сентября 1943 года было порядка 80 тысяч): деятели Сопротивления помогали беглым военнопленным достичь границ нейтральной Швейцарии или расположения войск союзников, в том числе путями, которые ранее использовались контрабандистами.
Еврейская община Италии создала собственную подпольную организацию — DELASEM (акроним от итал. Delegazione per l'Assistenza degli Emigranti Ebrei — Делегация для помощи еврейским эмигрантам) во главе с Лелио Валобра, которая действовала на всей оккупированной территории Италии. В неё входили не только евреи, но и некоторые католические епископы, священнослужители, миряне, полицейские и даже солдаты вермахта. После того как под давлением со стороны нацистской Германии правительство Муссолини признало евреев «враждебной нацией», DELASEM оказывало поддержку местным евреям, предоставляя им пищу, кров и материальную помощь. Многие итальянцы, сотрудничавшие с DELASEM (по состоянию на 1 января 2013 года — 563 человека), были удостоены звания Праведников мира.

## Сопротивление в итальянских вооруженных силах
Первые акты вооружённого сопротивления немецкой оккупации последовали за заключением перемирия между Италией и Союзниками 3 сентября 1943 года. Самым известным событием было выступление 3 сентября в Риме частей итальянской армии и карабинеров. Подразделения Королевской армии, в частности, механизированная  бригада Сассари, механизированная  бригада Гранатьери, дивизия Пьяве, танковая  дивизия Арьете, 131-я танковая дивизия, 103-я мотострелковая дивизия и дивизия «Волки Тосканы» в дополнение к карабинерам, пехоте и береговой артиллерии были развернуты по всему городу и вдоль дорог, ведущих к нему. Подразделения воздушно-десантных сил и мотопехоты вермахта первоначально были отброшены от Рима, но через некоторое время, опираясь на превосходство в бронетехнике, вернули утраченные позиции.

## Участие иностранцев в движении Сопротивления
В рядах итальянского Сопротивления воевали не только итальянцы. В отряды вступали дезертиры из частей вермахта, беглые военнопленные армий антигитлеровской коалиции, а также действовали специальные подразделения англо-американских войск, заброшенные в тыл противника, в том числе части Управления специальных операций, Особой воздушной службы и Управления стратегических служб. Имена некоторых сотрудников англо-американских спецслужб, воевавших в итальянском Сопротивлении, впоследствии стали известны общественности — среди них альпинист и путешественник Билл Тильман, журналист и историк Питер Томпкинс, пилот Королевских ВВС Манфред Цернин и майор Оливер Черчилль.
Точное число бывших военнослужащих вермахта, воевавших в итальянском Сопротивлении, сложно оценить, поскольку они из соображений безопасности своих родственников, оставшихся в нацистской Германии, предпочитали скрывать свои подлинные имена и происхождение. Известен, например, бывший капитан кригсмарине Рудольф Якобс, воевавший в гарибальдийской бригаде «Уго Муччини» и погибший в 1944 году.
В отрядах итальянских партизан сражались также испанские антифашисты, югославы, голландцы, греки, поляки, представители народов СССР. Известность приобрели словенец по национальности Антон Укмар (партизанская кличка — «Миро»), родившийся в муниципалитете Триест и командовавший дивизией Гарибальди «Cichero», серб Грга Чупич (кличка — «Боро»), командир дивизии «Минго» в Лигурии.
В некоторых районах Италии большую роль играли отряды Сопротивления, в которых сражались беглые советские военнопленные, общее число которых оценивается примерно в 5 тысяч, из которых каждый десятый погиб (см., например, Мехти Гусейнзаде, Геворк Колозян). В составе гарибальдийской бригады имени Витторио Синигалья итальянских партизан была сформирована рота «Стелла роса», в которой воевали свыше 60 советских военнопленных. Первым командиром роты был «лейтенант Джованни» (советский лётчик, лейтенант ВВС по имени Иван, погибший в бою; личность не установлена), а после его гибели — Иван Егоров. На северо-востоке Италии, в Лигурии, действовал итало-русский диверсионный отряд БИРС. Его бойцы устраивали диверсии: взрывы мостов, шоссейных и железных дорог, нападали на колонны немецких войск. В июле 1944 года произошёл побег советских военнопленных из лагерной рабочей команды, в их числе был Фёдор Полетаев (итал. прозвище Поэтан), впоследствии Национальный герой Италии.
Известны крупный русский партизанский батальон под командованием В. Я. Переладова, воевавший в провинции Модена, советский партизанский батальон имени Чапаева в северо-восточной Италии, советский партизанский отряд у западной границы Италии под командованием капитана авиации «Миша» (личность не установлена). Особенно много бывших советских военнопленных сражалось в итальянских партизанских отрядах тех провинциях, где были лагеря военнопленных, из которых они бежали: Генуя, Кунео, Империя и в области Венеция.
Из числа советских военнопленных, воевавших в рядах итальянских партизан, пятеро — Фёдор Полетаев, Николай Буянов, Даниил Авдеев, Форе Мосулишвили, Геворк Колозян — были удостоены высшей награды Италии за подвиг на поле боя — медали «За воинскую доблесть» (Полетаев, Буянов, Авдеев, Мосулишвили — золотой, Колозян — бронзовой).
Единственным из около 6500 советских партизан в Италии, получавшим военную пенсию от правительства Итальянской Республики, был член сражавшейся близ города Пистоя партизанской гарибальдийской бригады «Убальдо Фантаччи» азербайджанец Мамед Багиров. Близ города Пьяченца действовала партизанская бригада Кайо, в составе которой был отряд из азербайджанцев под командованием Магеррама Мамедова. Один из бойцов этого отряда, Азер Амирханов, героически погиб в бою за населенный пункт Беттола в феврале 1945 года. Среди партизан он был известен как «Азер Американов» (искажение фамилии Амирханов). В честь Амирханова командование бригады назвало один из отрядов «Отряд Американов». Там же близ города Пьяченца погибли азербайджанцы Вилаят Гусейнов и Исмаил Ибрагимов, которым итальянцы поставили мраморные обелиски. Могила Ибрагимова впоследствии была утеряна, но обелиск Гусейнова, который удостоился чести монументального захоронения в районе Пьяченцы, сохранился. На севере Италии близ города Удине действовал батальон имени Чапаева, который возглавлял Али Бабаев, участвовавший в нападении на тюрьму в Удине, из которой освободили 73 человек, не потеряв ни одного своего бойца. В этой операции участвовал и другой азербайджанец — Орудж Алиев по прозвищу Моска. Одними из первых советских партизан в Италии были бежавшие из плена близ Санта-Мария-Капуа-Ветере братья-азербайджанцы, которых итальянцы называли «Нашибайо и Ташибайо Микай» (предположительно Насиб и Тахмасиб Микаиловы), которые погибли осенью 1943 года. По словам жителей города, они помогли бежать из немецкого лагеря другим военнопленным, а после, несмотря на уговоры местных жителей спастить бегством, — залегли у двух пулемётов и более двух часов сдерживали немецкую колонну из Неаполя в Кассино, нанеся ей большой урон.

## Апрельское восстание 1945 года и казнь Муссолини
Во второй половине апреля 1945 года сражения на германском фронте вступили в завершающую фазу: Красная Армия 16 апреля начала Берлинскую операцию, а англо-американские войска в Италии, прорвав фронт у Феррары 17 апреля, готовились к выходу в долину реки По. В этих условиях 18 апреля на предприятиях Турина началась забастовка, которая стремительно распространилась на все города Северной Италии и вскоре переросла в вооружённые выступления. 19 апреля восстала Болонья, 22 апреля — Модена, 24 апреля — Реджо-нель-Эмилия.
25 апреля Комитет национального освобождения призвал к всеобщему вооружённому восстанию, и к 27 апреля оно охватило всю оккупированную часть Италии. 26 апреля капитулировал 14-тысячный германский гарнизон Генуи, командующий генерал Мейнхольд сдался в плен. 27 апреля партизанами был взят Милан, резиденция правительства республики Сало, 28 апреля — Турин, в тот же день восстала Венеция.
Таким образом, к концу апреля вся Северная Италия была освобождена силами патриотов от частей вермахта и итальянских фашистов. Восстание сыграло огромную роль в спасении промышленного потенциала Северной Италии от уничтожения его отступавшими частями германской армии и создало предпосылки для дальнейшей консолидации демократических сил страны. 25 апреля — день начала всеобщего освободительного восстания, был объявлен в Италии национальным праздником.
Муссолини с группой соратников 26 апреля направился в город Комо, где к нему присоединилась его жена, но на следующее утро дуче простился с ней и в ночь с 26 на 27 апреля примкнул к отряду из 200 немцев, вместе с которыми выдвинулся в сторону границы с Швейцарией. Чуть позже к ним присоединились Алессандро Паволини (генеральный секретарь Республиканской фашистской партии) и любовница Муссолини Клара Петаччи. Дуче ехал в кузове грузовика в форме унтер-офицера люфтваффе.
Утром 27 апреля возле деревни Муссо колонну остановил партизанский патруль 52-й Гарибальдийской бригады и начал досмотр. Согласно договорённости с союзными войсками, партизаны беспрепятственно пропускали в Швейцарию отступавшие части вермахта, задерживая лишь итальянцев. При осмотре грузовика партизан Умберто Лаццаро опознал дуче, после чего Муссолини был препровождён в деревню Донго, где провёл ночь в крестьянском доме.
Обстоятельства казни Муссолини до конца не выяснены. Считается, что руководство Сопротивления (в частности, один из лидеров коммунистов Луиджи Лонго) приняло решение казнить Муссолини, и соответствующий приказ был отдан Вальтеру Аудизио. Муссолини и Клара Петаччи были расстреляны 28 апреля, в 16:10, у ворот виллы в Джулино ди Меццегра, по другим данным — в 12:30. Трупы Муссолини и Петаччи были позднее доставлены в Милан и повешены вверх ногами недалеко от центрального железнодорожного вокзала на площади Лорето. После этого верёвки подрезали, и тела некоторое время лежали в сточной канаве. 1 мая Муссолини и Петаччи были похоронены на миланском кладбище Музокко (Чимитеро Маджиоре), в безымянной могиле на участке для бедных.

### На русском языке
- Батталья Р. История итальянского Движения Сопротивления (8 сентября 1943 г. — 25 апреля 1945 г.). Пер. с итальянского. — М.: Издательство иностранной литературы, 1954. — 660 с.
- Секкья П., Москателли Ч. Монте-Роза спустилась в Милан. Из истории Движения Сопротивления в Италии. Пер. с итальянского. — М.: Политиздат, 1961. — 404 с.
- Куликов И. Н. Об участии советских граждан в итальянском Сопротивлении // Объединение Италии. — М., 1963. — С. 350-378.
- Галлени М. Советские партизаны в итальянском движении Сопротивления. 2-е изд., испр. и доп. — М.: Прогресс, 1988. — 229 с.
- Переладов В. Я. Записки русского гарибальдийца. — Новосибирск: Новосибирское книжное издательство, 1988. — 222 с.
- Талалай, Михаил. Русские участники Итальянской войны 1943—1945 : партизаны, казаки, легионеры. — Москва: Старая Басманная, 2015. — 408 с. — ISBN 978-5-906470-40-9.
- Гулиева, Наталья. Неизвестные ранее азербайджанские партизаны Европы - кто они? Интервью с Ильхамом Аббасовым. Media.Az (22 января 2021). Дата обращения: 27 января 2023.

### На итальянском языке
- Roberto Battaglia, Storia della Resistenza italiana, Torino, Einaudi, 1964.
- Enzo Biagi, La seconda guerra mondiale, vol. 5, Milano, Fabbri editori, 1989.
- Gianfranco Bianchi, La Resistenza in: Storia d’Italia, vol. 8, Novara, De Agostini, 1979.
- Giorgio Bocca, Storia dell’Italia partigiana, Milano, Mondadori, 1995. ISBN 88-04-40129-X
- Arturo Colombo, Partiti e ideologie del movimento antifascista in : Storia d’Italia, vol. 8, Novara, De Agostini, 1979.
- Frederick William Deakin, La brutale amicizia. Mussolini, Hitler e la caduta del fascismo italiano, Torino, Einaudi, 1990. ISBN 88-06-11821-8
- Renzo De Felice, Mussolini l’alleato. La guerra civile, Torino, Einaudi, 1997. ISBN 88-06-14996-2
- Paul Ginsborg, Storia d’Italia dal dopoguerra a oggi. Società e politica 1943—1988, Torino, Einaudi, 1989. ISBN 88-06-11879-X
- Lutz Klinkhammer, L’occupazione tedesca in Italia. 1943—1945, Torino, Bollati Boringhieri, 2007. ISBN 978-88-339-1782-5
- Gianni Oliva, I vinti e i liberati: 8 settembre 1943-25 aprile 1945 : storia di due anni, Mondadori, 1994.
- Claudio Pavone, Una guerra civile. Saggio storico sulla moralità nella Resistenza, Torino, Bollati Boringhieri, 2006. ISBN 978-88-339-1676-7
- Santo Peli, La Resistenza in Italia. Storia e critica, Torino, Einaudi, 2004. ISBN 978-88-06-16433-1
- Nuto Revelli, La guerra dei poveri, Torino, Einaudi, 1993. ISBN 978-88-06-17482-8
- Giorgio Rochat, Le guerre italiane. 1935—1943, Torino, Einaudi, 2005. ISBN 88-06-16118-0
- Anna Roberti, Dal recupero dei corpi al recupero della memoria. Nicola Grosa e i partigiani sovietici nel Sacrario della Resistenza di Torino, Impremix Edizioni Visual Grafika, 2014. ISBN 978-889581664-7
- Rukà ob ruku — Fianco a fianco. Partigiani sovietici nella Resistenza italiana, regia di Marcello Varaldi, 2006 (документальный фильм)
- Nicola Grosa Moderno Antigone. Indagine sui partigiani sovietici morti nella Resistenza italiana, regia di Mario Garofalo, 2012 (документальный фильм)
- Visintin, Pierluigi. L’assalto alle carceri di Udine: un’azione romanzesca (итал.) // Patria Indipendente : журнал. — Roma: Associazione Nazionale Partigiani d'Italia, 2004. — 30 dicembre (n. numero 10 del 2004). — P. 25—26.
- Visintin, Pierluigi. Quei Diavoli rossi di Udine (итал.). Patria Indipendente. Associazione Nazionale Partigiani d'Italia (30 декабря 2004). Дата обращения: 18 февраля 2023.